# Disperis perrieri
Disperis perrieri är en orkidéart som beskrevs av Rudolf Schlechter. Disperis perrieri ingår i släktet Disperis och familjen orkidéer. Inga underarter finns listade i Catalogue of Life.